# Jevgenij Jevtusjenko

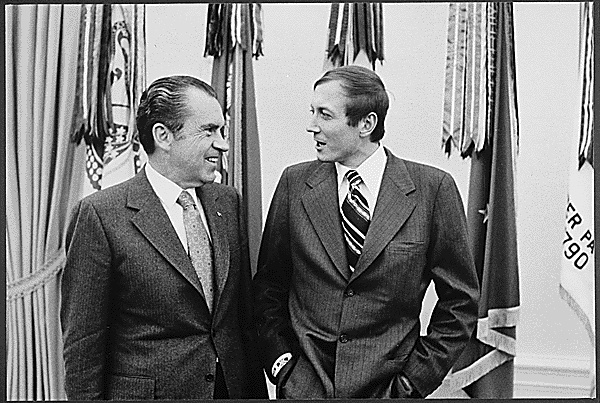
Jevgenij Jevtusjenko hos USA:s dåvarande president Richard Nixon, 1972.

Jevgenij Aleksandrovitj Jevtusjenko (ryska: Евгений Александрович Евтушенко), född 18 juli 1933 i Zima, Sibirien, död 1 april 2017 i Tulsa, Oklahoma, var en sovjetisk-rysk författare och poet.

## Biografi
Jevgenij Jevtusjenko studerade inom författarutbildningen vid Gorkij-institutet 1951-1954. På 1960-talet var han en estradpoet. År 1967 upptogs han i det sovjetiska författarförbundets presidium. Han bodde senare delvis i USA och har även producerat program om poesi för rysk TV.
Jevtusjenkos dikter och böcker innehåller ofta kritik mot det byråkratiska och stelbenta sovjetsystemet samtidigt som han försvarar sin tro på kommunismen. Hans självbiografi Bekännelser av ett sovjetseklets barn (på svenska 1963) är ett exempel på detta. Jevtusjenko tillbringade även mycket tid på Kuba och förälskade sig i den kubanska revolutionen vilken han också har skrivit mycket om. 
Dmitrij Sjostakovitj använde fem av Jevtusjenkos dikter i sin symfoni no.13 "Babij Jar".

## Utmärkelser
Asteroiden 4234 Evtushenko är uppkallad efter honom.